# Alviarin Freidhen
Alviarin Freidhen is een personage uit de boekenserie Rad des Tijds geschreven door Robert Jordan.
Alviarin is een Aes Sedai, lid van de Witte Ajah. Zij is ook de hoogste Overste van de Zwarte Ajah. Zoals meer Aes Sedai uit haar ajah is Alviarin een vrouw die kil overkomt doordat ze alles vanuit oogpunt van de kille waarheid beziet. Als hoofd van de Zwarte Ajah is ze een van de zeer weinigen bij wie de identiteit van alle Zwarte Zusters bekend is. 
Alviarin helpt Elaida om Siuan Sanche af te zetten, de Amyrlin Zetel die verheven is uit de Blauwe Ajah. Als beloning en wederdienst wordt ze verheven tot Hoedster van de Kronieken. Alviarin is een Hoedster met veel macht, te veel macht volgens sommigen, en in dienst van de Duistere voert ze een beleid door dat de betrekkingen tussen de verschillende Ajahs op scherp zet. Ze dwingt Elaida tot beslissingen door middel van chantage totdat ze als verraadster door Elaida uit haar ambt wordt gezet, de Witte Toren in staat van beleg door rebellerende Aes Sedai en zeer verdeeld achterlatend. 
Alviarin werkt onder direct commando van de verzaker Mesaana, totdat Mesaana door de hand van de Duistere gestraft wordt. Daarna krijgt ze een merkteken aangebracht door de hand van het Duister waarmee ze onder direct bevel van de Duistere komt te staan.

.